# حياة عازب (فلم)
يعيش (عمر) الموظف الشاب الأعزب بمفرده في إحدى الشقق، وتسكن بجواره (هدى)، وهي طالبة جامعية تعيش مع أسرتها الصغيرة، يربط الحب بين قلبهما ويتفقا على الزواج، ولكن والد هدى يرفض عمر. يصاب عمر بالإحباط، فيلح أصدقاؤه عليه أن يسهروا جميعًا في ملهى ليلي، ويتعرف إلى عزيزة راقصة الملهى التي تذهب معهم في إحدى المرات لشقة (عمر)، وتجرب أحد اختراعات (علي) الطبية بالخطأ، وهو عقار ضد الموت فتفقد الوعي، ويعتقدون أنها ماتت ويجدون أنفسهم في مأزق.

## القصة كاملة
عمر عبد الحميد موظف في شركة تأمين ومرتبه 15 جنيه وستون قرش، ويعيش بمفرده في شقة وقد مل حياة العزوبية، ولذلك تقرب من جارته هدى الطالبة بأحد المعاهد، وتعيش هدى مع والدها عبده أفندي، وأمها وخادمتهم الصغيرة فاطمة. أحب عمر هدى وأحبته، ويتواعدون ويتقابلون خارج المنزل. يزور عمر أصدقاءه حسنين ومحمود وعلي، حسنين زميله في الشركة والذي سبق له الطلاق ثلاث مرات، لذلك فقد نقم على الزواج وليس على النساء؛ فهو في علاقة حرة مع الراقصة عزيزة. أما محمود فهو طالب بالسنة الثانية بكلية الحقوق ويعتبر نفسه حجة في القانون ويحمل الكثير من المراجع، ولكن لا يقرأها وهو بلديات عمر. أما الصديق الثالث فهو جاره علي الطالب في السنة الأولى بكلية الطب للعام الخامس على التوالي ويهوى الاختراعات، وقد اخترع اكسير للحياة يطيل عمر الإنسان وقد جربه على كلب فمات في الحال. تقدم عمر للزواج من هدى ولكن والدها رفضه لأنه يريد أن يزوجها من موظف مقتدر درجة خامسة يستطيع أن يسعدها أما مرتب عمر فلا يفتح بيتا. وتخفيفًا لصدمة عمر أخذه الأصدقاء إلى الكباريه عند عزيزة ليشرب ويرقص وينسى همومه، وقد سكر الجميع وإضطروا للمبيت جميعًا عند عمر بما فيهم عزيزة التي كانت عطشى فشربت من الإكسير الذي اخترعه علي فقطعت النفس، وأسقط في يد الجميع وحاولوا نقل الجثة لإلقاءها بعيدا، ولكن وجود الحارس أمام المنزل منعهم، فقرر علي تقطيع الجثة بمنشار ولكنه لم يستطع، وفي الصباح سمعت هدى جلبة داخل شقة عمر فدخلتها لترى إن كان لديه نساء، ورأتها الخادمة فاطمة فأبلغت والدها الذي أسرع إلى الشقة لضبط إبنته، ولكنه فوجئ بالجثة وأراد إبلاغ البوليس، فقبضوا عليه وقيدوه وشرحوا له الموقف، وأفرجوا عنه بعد أن أخذوا عباءته لوضعها بجوار الجثة حتى إذا ما أبلغ البوليس أصبح مشتركا في الجريمة، واتهمه عمر بأنه السبب فيما حدث لرفضه الزواج من ابنته هدى.

## طاقم العمل
| - نادية لطفي: هدى - شكري سرحان: عمر - عبد المنعم إبراهيم: حسنين - يوسف فخر الدين: - فؤاد المهندس: - عبد الخالق صالح: سي عبده | - ناهد سمير: أم هدى - نجوى سالم: عزيزة - عبد الغني النجدي: عم عوضين - حارس العمارة - ليلى النحاس - محمد العزبي: مطرب - إبراهيم قدري | - حسين إسماعيل - كنعان وصفي: رفعت - بوسي: فاطمة - طفلة - حسن أنيس - سيد عبد الله |

### إداريون
| - أحمد هيكل:قصة - نجدي حافظ: كاتب السناريو - نجدي حافظ:مخرج - بندق:ملاحظ السيناريو - زكي صالح: مساعد المخرج - إبراهيم عادل: مدير التصوير | - محمد طاهر:مساعد المصور - غنيم بهنسي: مساعد المصور - عبد المنعم بهنسي: المصور - حسن الجنايني:مركب الفيلم - مارسيل صالح: نيجاتيف | - فكري رستم: مونتيير - نيفيو أورفانللي: مهندس صوت - عبد القادر علي: تسجيل الحوار - عباس بسيوني: تسجيل الحوار - إبراهيم خورشيد: تسجيل الحوار | - سيد علي: مدير الإنتاج - أفلام برج القاهرة:إنتاج - رزق عبد الحميد: مساعد الإنتاج - دينار فيلم: توزيع - عبد السميع محمد: مساعد ماكياج | - صديق: كوافير - ميتشو: ماكياج - يوسف شوقي: الموسيقى التصويرية - اسحق فهيم: منفذ الديكور - رداميس:مهندس الديكور | - نجيب خوري: اكسسوار - محمد السيسي: إدارة المعمل - مختار السيد: إدارة المعمل - معمل أفلام القاهرة: الطبع والتحميض - شعبان علي:ريجيسير |